# صلاة بلاد الرافدين
صلاة بلاد ما بين النهرين هي صلاة بلاد ما بين النهرين القديمة. هناك تسعة تصنيفات للقصيدة المستخدمة في بلاد ما بين النهرين.[بحاجة لمصدر]

## الصلاة
أحد تعريفات صلاة بلاد ما بين النهرين هو " التسبيح لله ثم الدعاء ".
وفقًا لأحد المصادر (بروميلي)، فإن شكل الكلمة المعروف والمستخدم للدلالة على الصلوات خلال عصر بلاد ما بين النهرين، يوصف اليوم باسم šu-il-lá. فيما يتعلق بـ šu-il-lá، يفترض العلماء لامبرت وفان دير تورن وأوشيما استخدامًا بديلاً للمصطلح، والذي يقدمونه بدلاً من ذلك بالإشارة إلى الطريقة التي تُتلى بها الصلاة، وليس دلالة عامة (rrim) للصلاة نفسها (فكرة عبر عنها Bromiley ).
يُقصد بـ Šu-il-lá الإشارة إلى فعل من أفعال الصلاة، عن طريق الصلاة التي تظهر إما برفع اليدين، أو رفع اليد.

## الأنواع
تنقسم الصلوات إلى التصنيفات التالية: صلاة التعويذة، إرشاونغا، ابتهالات، الشعوذة، رويال، التميمة وغيرها من الاستفسارات، الترانيم، Šigû، و Namburbi.

## التعويذة
طُلب من المتخصصين القبليين في الطقوس أداء تعويذات لمرافقة استخدام النصوص المعروفة، على سبيل المثال، من أوغاريت والتي تشهد على أنها تحتوي على طرق للمساعدة في إزالة سم الأفعى. من المعروف أيضًا أن أوغاريت احتوت على نصوص تعويذات إضافية متعلقة بالصحة.

## الابتهالات
مصطلح Gottesbriefe هو حرفيا، صلاة عريضة، أو رسالة الصلاة. Gottesbriefe هي كلمة ألمانية حديثة، يمكن ترجمتها حرفيا إلى كل من رسائل الله أو رسائل من/ إلى / عن الله. كانت في الغالب في شكل نداءات للإغاثة من المرض وللتخلص من طول العمر الشخصي.

## اكريبوس
مورست هذه الصلوات لأغراض التكهن. ويظهر مصدر آخر أن إكريبي كانت دعاء.

## الملكية
صلاة الحكّام (ملوك بابل) كانت تُؤدَّى إلى مجموعة متنوعة من الآلهة، على سبيل المثال مردوخ (إله بابل) ونبي وشامش. وكان الملوك قد كتبوا صلواتهم على اسطوانات مصنوعة من الطين واحتفظوا بها داخل المباني من أجل القيام بهذه المهمة. تميل الصلوات من هذا النوع إلى عدم طلب الرحمة والخلاص كما هو موجود في صلاة الحيلة.

## الترانيم
يبدو واضحًا للعلماء من خلال دراسة الصلوات، أن هذه الأنواع من الصلوات تبدو وكأنها إصلاحات للظواهر السابقة التي حصلت، على سبيل المثال، في سياق مماثل للصلاة مثل الصلاة إلى آلهة الليل.

## المنقبة
Šig هي مراثي. الرثاء إما شكوى أو تعبير عن حزن أو حزن. كلا المعنيين مرتبطان (مدمجان) داخل šigû.

## نامبوربي
مورس هذا النوع من الصلاة خلال طقوس namburbi. تنفذ هذه الطقوس أولاً إذا أعلن النذير مصيرًا شريرًا، ورغب الشخص في مواجهة القدر ، وثانيًا لمواجهة السحر. 

## أنظر أيضًا
- عرافة بلاد ما بين النهرين
- ديانة بلاد ما بين النهرين القديمة